# Alflikmätare
Alflikmätare, Ennomos alniaria, är en fjärilsart som beskrevs av Carl von Linné, 1758. Alflikmätare ingår i släktet Ennomos och familjen mätare, Geometridae. Alflikmätare är reproducerande i både Sverige och Finland och enligt respektive rödlista är arten livskraftig, LC i båda länderna. Inga underarter finns listade i Catalogue of Life.

## Bildgalleri

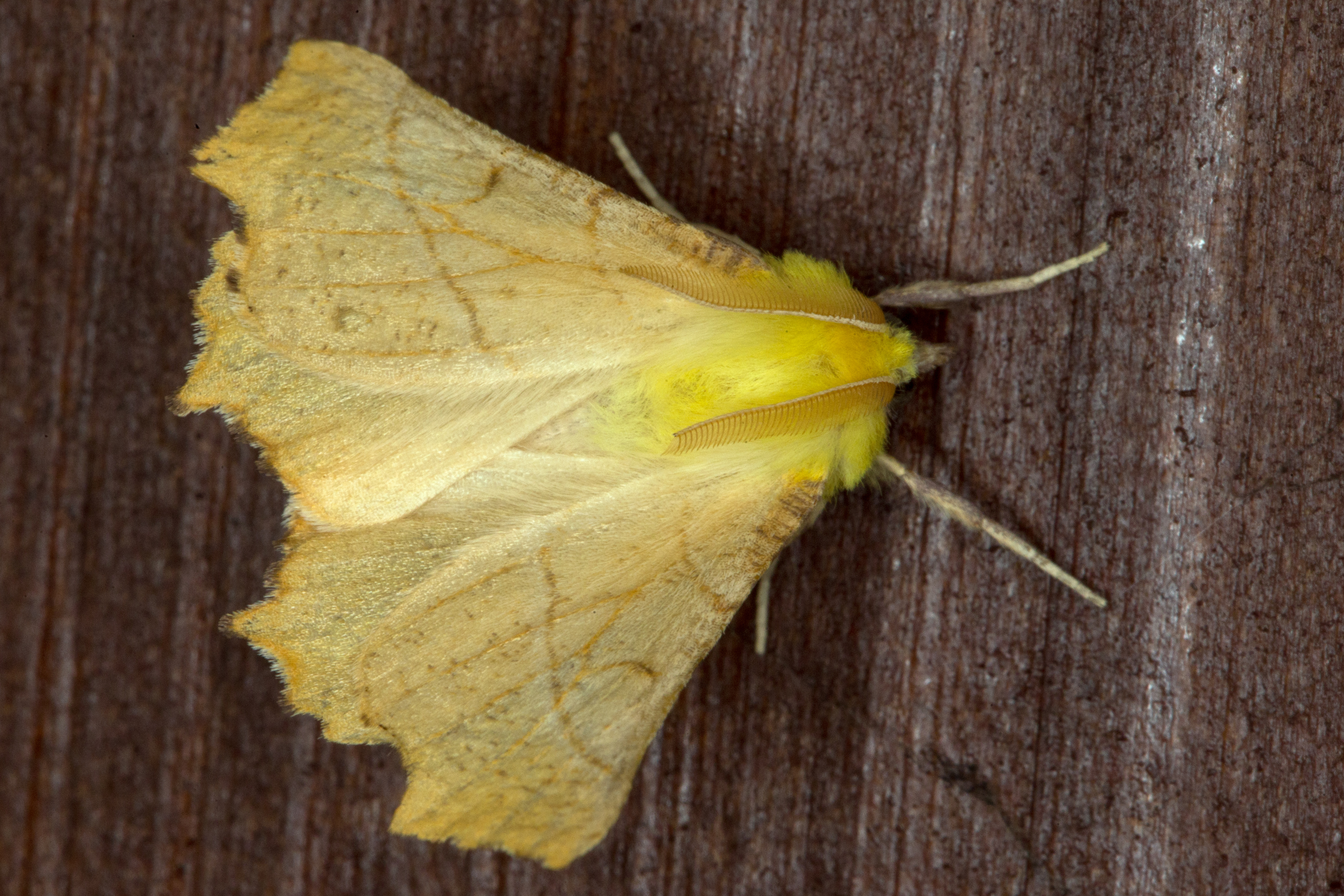
Imago fjäril.
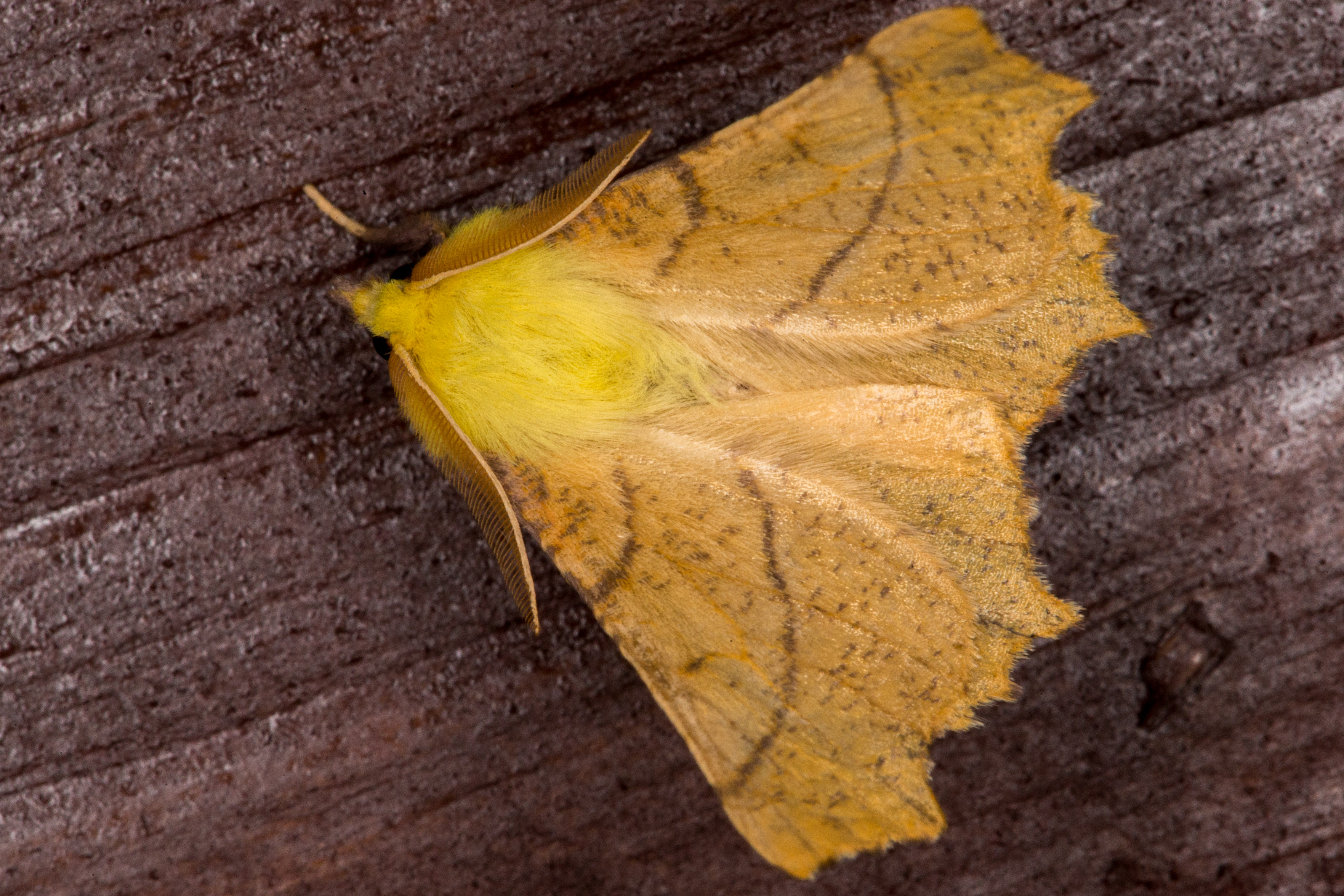
Imago fjäril.
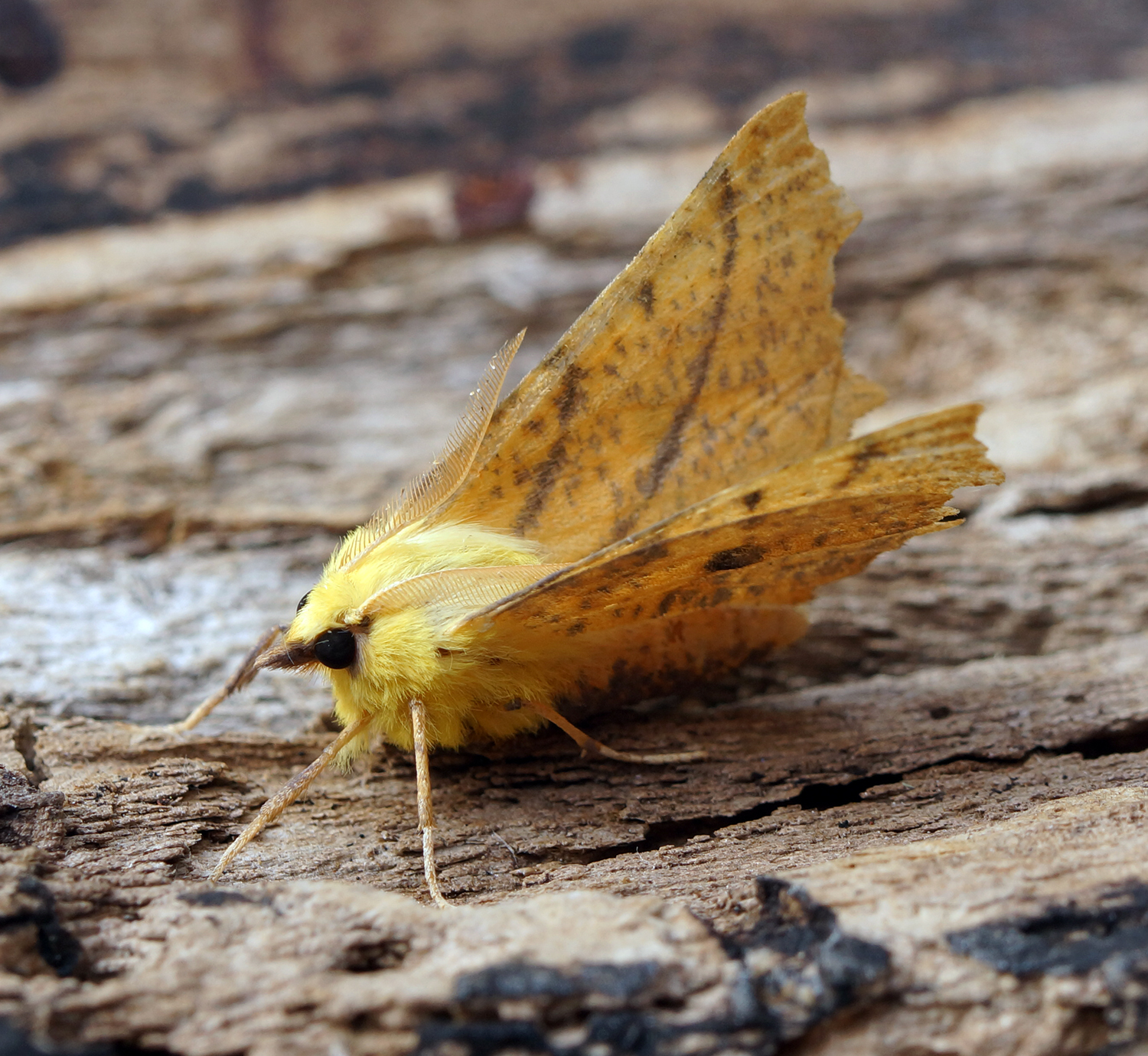
Imago fjäril.
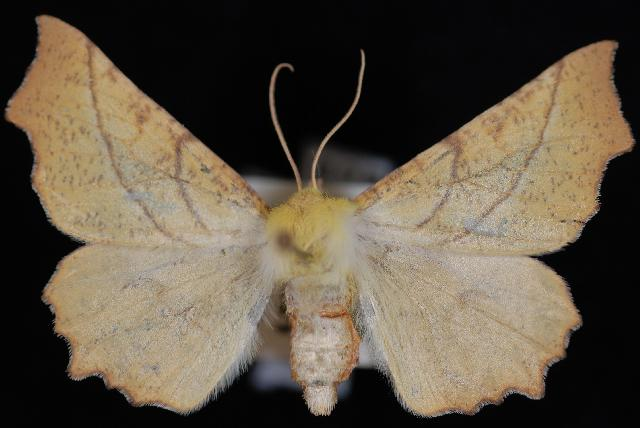
Preparerad (uppnålad) imago fjäril.